# Hévízi gázló
A hévízi gázló (Hydrocotyle ranunculoides) az aráliafélék családjába tartozó, észak-amerikai eredetű, az egész világon terjedőben lévő, inváziós fajként viselkedő vízinövény.

## Megjelenése
A hévízi gázló 5–40 cm magas, vízben lebegő vagy legyökerező, évelő vízinövény. Zöldesfehér, húsos, törékeny, 4–15 cm-es tagokra osztott szára a vízben lebeg, vagy az aljzaton kúszik. A levelek, virágok, szárelágazások és a gyökerek a szártagok közötti csomókból erednek. Váltakozó állású, 4–10 cm-es levelei formája a kerektől a vese alakig változik, széle csipkés-karéjos, 2-6 mélyebb bevágással. A leveleket 2–3 mm vastag, 5–40 cm-es húsos levélnyél emeli a vízszín fölé.
Július-október között virágzik. Virágzata 5-10 kis, fehér virágból álló ernyő. Szára 1–6 cm hosszú, levéltelen.
Termése két résztermésre osztott, lapított gömb alakú, barnás kaszat. Hossza 2–25 mm, szélessége, 3-3,5 mm, a vízen képes messzire úszni.
Kromoszómaszáma 2n=24.

## Elterjedése
Észak-Amerikában őshonos, de Közép- és Dél-Amerika országaiban is széleskörűen elterjedt. Behurcolták Afrikába, Délnyugat-Ázsiába, Ausztráliába és Európába is. Európában először Nagy-Britanniában észlelték 1980-ban, azóta tovább terjedt Hollandiába (1995), Németországba (2004), Belgiumba, Franciaországba, Spanyolországba, Olaszországba. Gyors növekedése, terjeszkedése miatt szerepel az európai inváziós fajok jegyzékén.
Magyarországon először 2006-ban észlelték Tapolcán, a Tapolca-patakban. A nagy tömegű, összefüggő állomány zavarta a vízlefolyást ezért kikotorták, de kipusztítani nem sikerült, rendszeresen irtani kell. Azóta már előkerült a Hévízi-tó lefolyóján és a budapesti Margit-sziget meleg vizű tavában is.

## Életciklusa
Főleg az álló vagy lassan folyó vizeket részesíti előnyben, de megtelepedett már folyóvízben is. Inkább a kisebb, sekélyebb, eutrofizálódó vizek növénye, főleg ha annak nitrát- és foszfáttartalmú magas. A téli hideget rosszul tűri, ezért Magyarországon hévizekben és kifolyóikban, botanikus kertekben, strandfürdők díszmedencéiben várható további felbukkanása.
Elsősorban vegetatívan, letört hajtásdarabokkal szaporodik, amelyek hajókra, vízimadarakra tapadnak. A telet a víz alá süllyedve, sokszor zöld állapotban vészeli át. Igen gyorsan nő, képes naponta 20 cm-t vagy egy évszak alatt 15 métert nőni. Ausztráliában 3 naponta megduplázhatja tömegét. Sűrű tömegével leárnyékolja a vizek alsó rétegeit, akadályozza a halak mozgását, az öntözést vagy az úszást. Téli pusztulásával helyi oxigénhiányt okozhat.

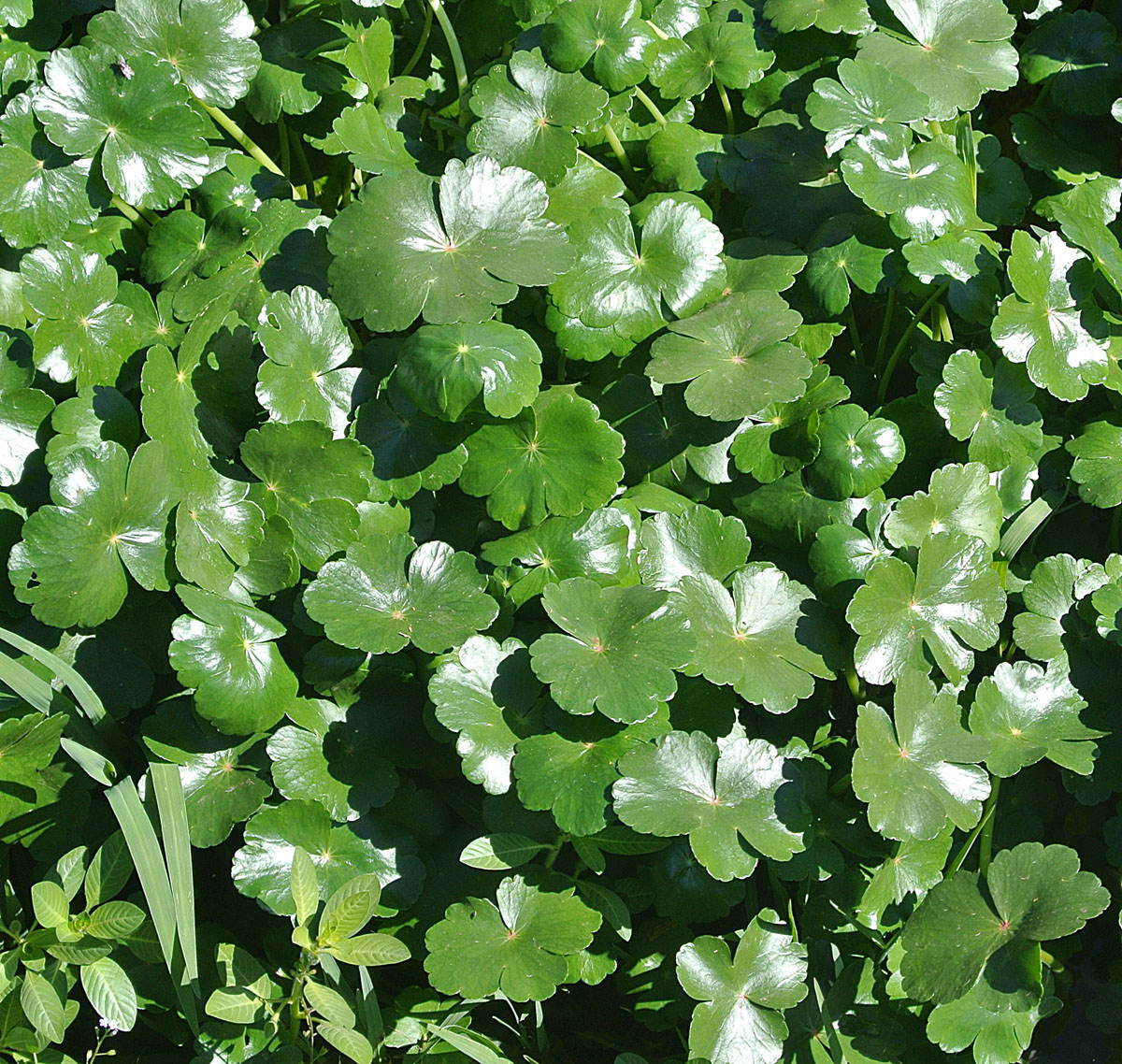
Nagy tömegben
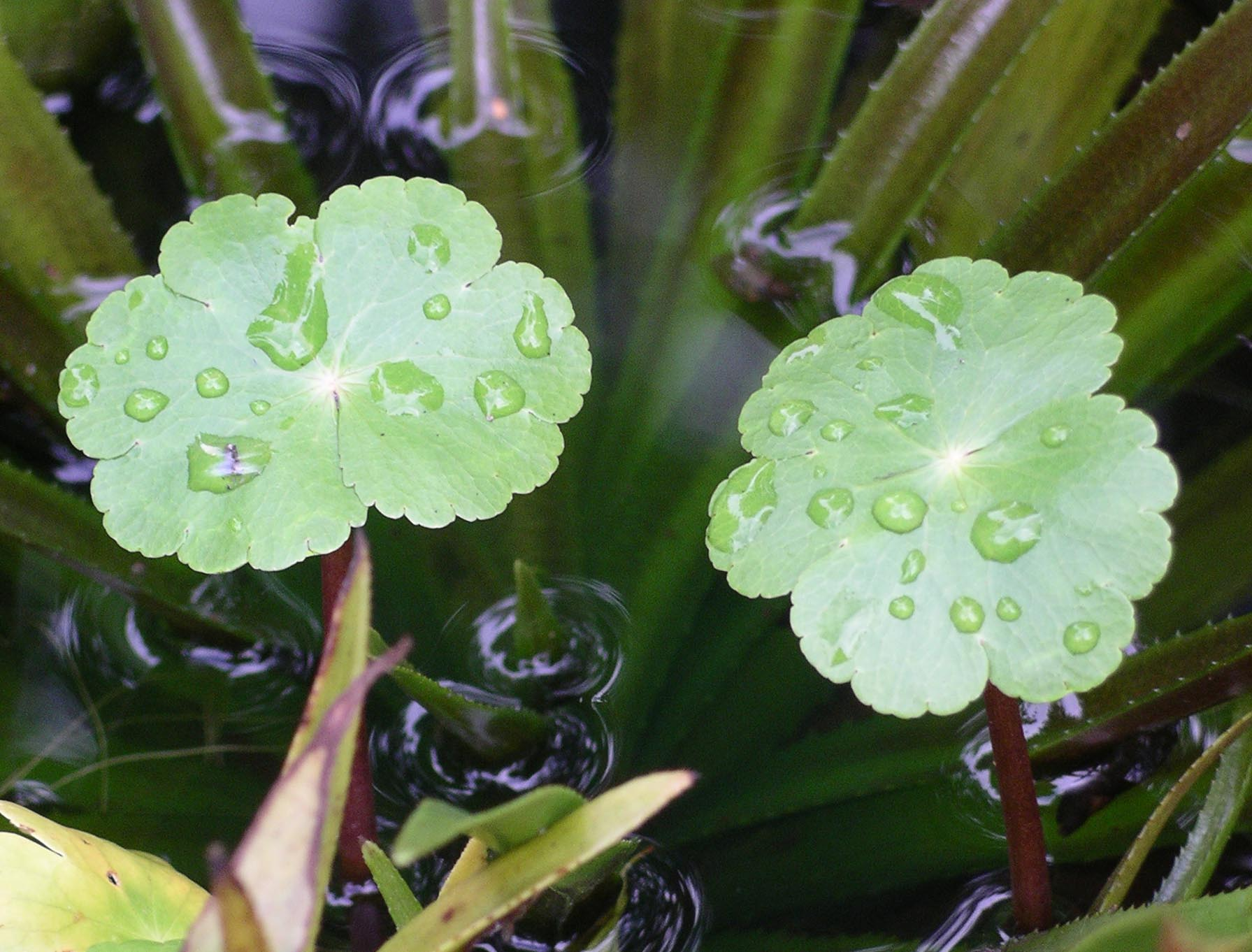
Levelei
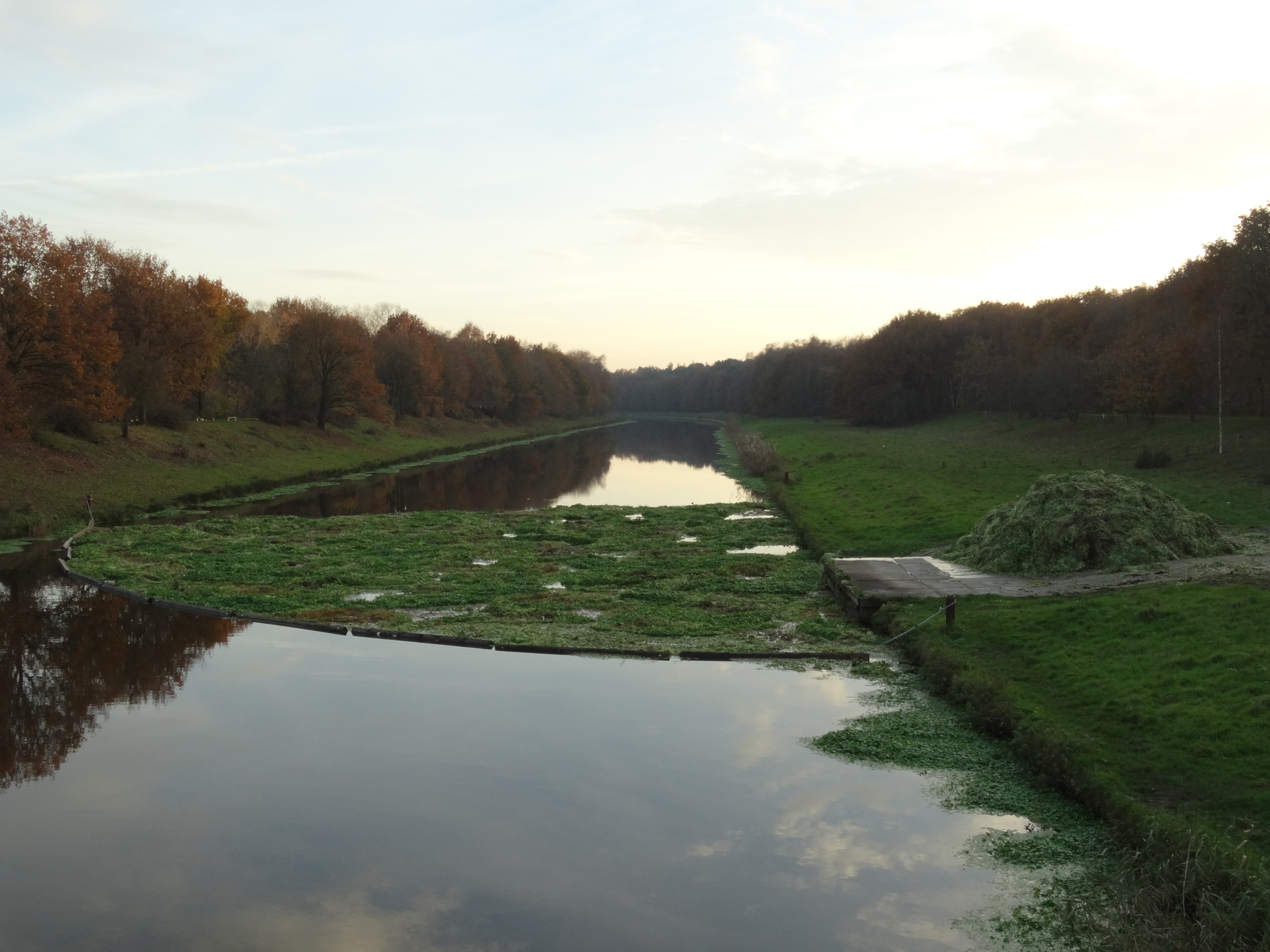
Összegyűjtött hévízi gázló egy hollandiai csatornában
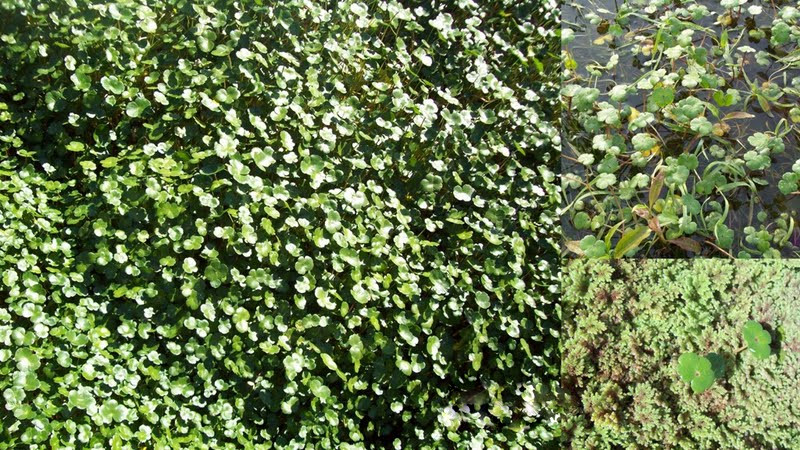
Uruguayban